# 87e méridien ouest
En géographie, le 87e méridien ouest est le méridien joignant les points de la surface de la Terre dont la longitude est égale à 87° ouest.

## Géographie

### Dimensions
Comme tous les autres méridiens, la longueur du 87e méridien correspond à une demi-circonférence terrestre, soit 20 003,932 km. Au niveau de l'équateur, il est distant du méridien de Greenwich de 9 685 km,.
Avec le 93e méridien est, il forme un grand cercle passant par les pôles géographiques terrestres.

### Régions traversées
En commençant par le pôle Nord et descendant vers le sud au pôle Sud, Le 87e méridien ouest passe par:
| Coordonnées          | Pays, territoire ou mer      | Notes |
| -------------------- | ---------------------------- | --- |
| 90° 00′ N, 87° 00′ O | Océan Arctique               | |
| 82° 01′ N, 87° 00′ O | Canada                       | Nunavut — Île Ellesmere |
| 80° 44′ N, 87° 00′ O | Détroit de Nansen            | |
| 79° 57′ N, 87° 00′ O | Canada                       | Nunavut — Île Axel Heiberg et Île Ellesmere |
| 76° 23′ N, 87° 00′ O | Détroit de Jones             | |
| 75° 31′ N, 87° 00′ O | Canada                       | Nunavut — Île Devon |
| 74° 29′ N, 87° 00′ O | Détroit de Lancaster         | |
| 73° 49′ N, 87° 00′ O | Canada                       | Nunavut — Île de Baffin et Île du Prince-Héritier-Frederik (en) |
| 70° 01′ N, 87° 00′ O | Golfe de Boothia             | |
| 69° 15′ N, 87° 00′ O | Baie Committee (en)          | Passe juste à l'ouest de l'Île Wales, Nunavut, Canada (à 68° 05′ N, 86° 57′ O) |
| 67° 21′ N, 87° 00′ O | Canada                       | Nunavut — continent |
| 65° 02′ N, 87° 00′ O | Détroit de Roes Welcome (en) | |
| 63° 51′ N, 87° 00′ O | Canada                       | Nunavut — Île Southampton |
| 63° 33′ N, 87° 00′ O | Baie de Hudson               | |
| 55° 55′ N, 87° 00′ O | Canada                       | Ontario — continent et Îles Slate |
| 48° 37′ N, 87° 00′ O | Lac Supérieur                | |
| 46° 31′ N, 87° 00′ O | États-Unis                   | Michigan |
| 45° 49′ N, 87° 00′ O | Lac Michigan                 | |
| 45° 18′ N, 87° 00′ O | États-Unis                   | Wisconsin — Péninsule de Door |
| 45° 12′ N, 87° 00′ O | Lac Michigan                 | |
| 41° 41′ N, 87° 00′ O | États-Unis                   | Indiana Kentucky — à partir de 37° 55′ N, 87° 00′ O Tennessee — à partir de 36° 39′ N, 87° 00′ O Alabama — à partir de 35° 00′ N, 87° 00′ O Floride — à partir de 31° 00′ N, 87° 00′ O |
| 30° 21′ N, 87° 00′ O | Golfe du Mexique             | |
| 21° 34′ N, 87° 00′ O | Mexique                      | Quintana Roo — Péninsule du Yucatán et l'île Cozumel |
| 20° 17′ N, 87° 00′ O | Mer des Caraïbes             | Passe juste à l'est de l'Atoll Banco Chinchorro (en), Mexique (à 18° 41′ N, 87° 14′ O) Passe juste à l'ouest de l'île de Útila, Honduras (à 16° 05′ N, 86° 59′ O)                      |
| 15° 46′ N, 87° 00′ O | Honduras                     | |
| 13° 01′ N, 87° 00′ O | Nicaragua                    | |
| 12° 20′ N, 87° 00′ O | Océan Pacifique              | Passe juste à l'est de l'Île Cocos, Costa Rica (à 5° 32′ N, 87° 02′ O) |
| 60° 00′ S, 87° 00′ O | Océan Austral                | |
| 72° 53′ S, 87° 00′ O | Antarctique                  | Liste des territoires revendiqués par le Chili (Province de l'Antarctique chilien) |